# Oczakow
Oczakow (Очаков), następnie Kaguł i Generał Korniłow – rosyjski krążownik pancernopokładowy typu Bogatyr’ z początku XX wieku i I wojny światowej, służący we Flocie Czarnomorskiej.

## Opis
Stępkę pod budowę położono w 1901, wodowany w 1902. W okresie wykańczania okrętu i w czasie rewolucji 1905 r. 380-osobowa załoga w dniu 8/21 listopada 1905 w Sewastopolu wypowiedziała posłuszeństwo oficerom. W kolejnych dniach w porcie w Sewastopolu wybuchł otwarty antyrządowy bunt marynarzy, żołnierzy i robotników. 14/27 listopada załoga „Oczakowa” poprosiła Piotra Szmidta o objęcie dowództwa nad powstaniem. Do buntu przyłączyło się jeszcze 11 okrętów, w tym niszczyciel „Swiriepyj”. 
15 listopada okręty, które przystąpiły do rewolucji zostały ostrzelane ogniem artylerii. Na „Oczakowie” wybuchł pożar. Załoga opuściła okręt, powstanie zostało zdławione. 41 marynarzy zostało postawionych przed sądem. Piotr Szmidt i trzej inni marynarze – N. Antonenko, S. Czastnik i O. Gładkow – zostali skazani na karę śmierci i straceni. 
W związku z buntem marynarzy okręt po zakończeniu montażu wyposażenia otrzymał 25 marca 1907 nazwę „Kaguł” (Кагул) (nazwę tę początkowo miał nosić jego okręt bliźniaczy, przemianowany na „Pamiat’ Mierkurija”). W kwietniu 1917 przemianowany na „Oczakow”.
Uczestniczył w I wojnie światowej. W 1916 został przezbrojony w 10 dział 130 mm. W grudniu 1917 załoga przeszła na stronę Rosji sowieckiej. W maju 1918 okręt został zdobyty przez Niemców, a w listopadzie – przez Brytyjczyków, po czym przekazany białym – Siłom Zbrojnym Południa Rosji. Brał udział w operacji zajęcia przez białych Odessy w sierpniu 1919 r. We wrześniu 1919 otrzymał nazwę „Generał Korniłow” (Генерал Корнилов). W listopadzie 1920 ewakuowany na rozkaz generała Wrangla do Bizerty (obecnie Tunezja), gdzie został w grudniu 1920 internowany, a następnie w 1933 rozebrany przez Francuzów na złom w porcie Brest.